# جو جاكوبسون
جو جاكوبسون (بالإنجليزية: Joe Jacobson) (17 نوفمبر 1986 في المملكة المتحدة - ) هو لاعب كرة قدم بريطاني في مركز الدفاع. شارك مع منتخب ويلز تحت 21 سنة لكرة القدم. أما مع النوادي، فقد لعب مع أولدهام أثلتيك وشروزبري تاون وكارديف سيتي ونادي أكرينغتون ستانلي ونادي بريستول روفيرز وويكمب وندررز.

## وصلات خارجية
- جو جاكوبسون على موقع قاعدة بيانات كرة القدم.إي يو (الإنجليزية)
- جو جاكوبسون على موقع Soccerbase.com (لاعب) (الإنجليزية)